# 야마모토 마이카
야마모토 마이카(일본어: 山本 舞香, 1997년 10월 13일 ~ )는 일본의 패션 모델, 배우이다.
돗토리현 요나고시 출신. Biz 소속.

## 내력
돗토리 미소녀 도감 Vol.2에 등장 후, 현 사무소에 스카우트된다.
2011년 봄, 미츠이의 오디션에 합격해, 미츠이의 리하우스 제14대째 리하우스 걸로 선택된다. 이것이 처음으로 본 오디션이라고 한다. 7월호부터 로틴 패션 잡지 《니콜라》의 전속 모델로서 활동한다. 7월, 드라마 《그래도, 살아간다》로 배우 데뷔.
2013년, 니콜라 11월호로 니콜라 첫 표지를 장식한다.
2014년, 니콜라 5월호로 졸업한다.
2016년, 영화 《벚꽃의 비》로 극장용 영화 첫 주연.

## 출연

### 텔레비전 드라마
- 그래도, 살아간다 (2011년 7월 ~ 9월, 후지 TV) - 토오야마 후타바(소녀 시절) 역
- 고우~공주들의 전국~ 제37화 (2011년 9월 25일, NHK) - 사다 역
- 13세의 헬로 워크 (2012년 1월 ~ 3월, TV 아사히) - 타무라 마호 역
- 가족의 노래 제5·7화 (2012년 5월 13·27일, 후지 TV) - 미키 노조미 역
- 오오쿠~탄생［아리고토·이에미츠 편］ 제8 ~ 최종화 (2012년 11월 30일 ~ 12월 14일, TBS) - 노노/이나바 마사노리 역
- 심리치료중-in the Room- (2013년 1월 ~ 3월, 닛폰 TV) - 텐마 유카 역
- 마호로 역전 번외지 제9 ~ 10화 (2013년 3월 8일 ~ 15일, TV 도쿄) - 소노코 역
- 희미한 그녀 (2013년 4월 ~ 6월, 칸사이 TV) - 쿄즈카 리사 역
- 가면 티처 (2013년 7월 ~ 9월, 닛폰 TV) - 코바야시 사에코 역
  - 스페셜 (2014년 2월 14일)
- KAZEOKE #3 (2013년 9월 8일, WOWOW) - 주연
- 49 (2013년 10월 ~ 12월, 닛폰 TV) - 타카미 사치 역
- 밤의 선생님 (2014년 1월 ~ 3월, TBS) - 오오가미 레이 역
- 미나미군의 연인~my little lover (2015년 11월 ~ 2016년 2월, 후지 TV) - 주연·호리키리 치요미 역
- 네즈미, 에도를 달리는 2 제2화 (2016년 4월 21일, NHK)
- 얏상~츠키지발! 맛있는 사건부~ (2016년 7월 ~ 9월, TV 도쿄) - 미사키 역

### 영화
- 호우키노쿠니카라 (2012년) - 주연·나카무라 치요 역
- 마담 마멀레이드의 이상한 수수께끼 (TV 도쿄) - 시즈에 역
  - 출제 편 (2013년 10월 25일)
  - 해답 편 (2013년 11월 22일)
- 극장판 가면 티처 (2014년 2월 22일, 쇼게이트) - 코바야시 사에코 역
- 암살교실 (2015년 3월 21일, 토호) - 카야노 카에데 역
  - 암살교실: 졸업편 (2016년 3월 25일)
- Z 아일랜드 (2015년 5월 16일, KADOKAWA/요시모토 흥업)
- 벚꽃의 비 (2016년 3월 5일, AMG 엔터테인먼트) - 주연·미쿠 역
- 나으리, 이자이옵니다! (2016년 5월 14일, 쇼치쿠) - 나츠 역
- 한낮의 유성 (2017년 3월 24일, 쇼치쿠) - 네코타 유유카 역
- 더 블루 하츠 (2017년 4월 8일)
- 미성년이지만 어린애는 아냐 (2017년)
- 사랑은 비가 갠 뒤처럼 (2018년) - 쿠라타 미즈키 역
- 갱구스 (2018년)
- 빛의 아버지: 파이널 판타지 XIV (2019년) - 이와모토 미키 역
- 돈카츠 DJ 아구타로 (2020년) - 핫토리 소노코 역
- 신체 찾기 (2022년) - 히이라기 루미코 역

### Web
- 통학 대시! (2013년 12월 10일, 네슬레 시어터 on YouTube) - 주연·미사키 역

### CM
- 미츠이 부동산 리얼리티 미츠이의 리하우스 (2011년 ~ ) - 제14대째 리하우스 걸
- 돗토리 하나카이로 (2012년 4월 ~ )
- SoftBank iPhone 5 〈SMILE〉 (2013년 3월 ~ )
- JR 동일본 JR SKISKI (2015년 11월 26일 ~ )

### 스틸·광고
- 미츠이 부동산 리얼리티 미츠이의 리하우스 (2011년 ~ ) - 제14대째 리하우스 걸
- 재단법인 일본소방협회 헤이세이 23년도 가을 화재 예방 운동 포스터 (2011년)
- Right-on VIVIAN BLUE 이미지 캐릭터 (2013년)

## 서적

### 사진집
- aBUTTON Vol.5_자연:야마모토 마이카 (2011년 12월 29일, PARCO 출판) ISBN 978-4-89194-933-4

### 캘린더
- 야마모토 마이카 2015 캘린더 (2014년 10월 22일, 트라이 엑스)
- 야마모토 마이카 2016년 캘린더 (2015년 10월 24일, 트라이 엑스)

### 잡지
- 니콜라 (2011년 7월호 ~ 2014년 5월호, 신초샤) - 전속 모델

### 프리 페이퍼
- 돗토리 미소녀 도감 Vol.2 (2010년)